# ظاهروند سفلي (مقاطعة تشرداول)
ظاهروند سفلي (بالفارسية: ظاهروند سفلی) هي قرية تقع في قسم هليلان الريفي (مقاطعة تشرداول) في إيران. يقدر عدد سكانها بـ 241 نسمة .